# Larry Grenadier

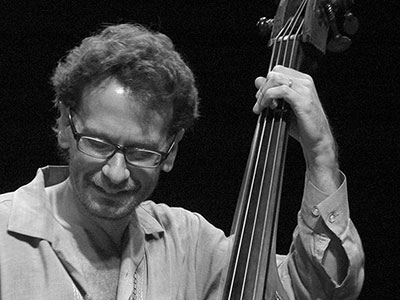
Larry Grenadier (2014)

Larry Grenadier (* 6. Februar 1966 in San Francisco) ist ein US-amerikanischer Jazzbassist.

## Leben und Wirken
Grenadier stammt aus einer musikalischen Familie; sein älterer Bruder ist der Trompeter Phil Grenadier, mit dem er zunächst auch auftrat. Ab dem Alter von elf Jahren spielte er Bass (Bassgitarre, später Kontrabass) und studierte englische Literatur an der Stanford University (Abschluss 1989), war aber daneben schon seit seiner College-Zeit in San Francisco als Jazzmusiker aktiv. 1990 zog er von San Francisco nach Boston und war etwa ein Jahr Mitglied der Band von Gary Burton, mit dem er auch in Europa tourte.
Danach zog er nach New York City, wo er ab 1995 Mitglied des Trios von Brad Mehldau (mit dem Schlagzeuger Jorge Rossy) war. Außerdem war er ab 1997 mit dem Schlagzeuger Bill Stewart Mitglied des Trios von Pat Metheny (mit dem er zuerst 1996 in Japan spielte, Album Trio 99/00). Weiter trat er mit İlhan Erşahin und mit dem Trio Fly auf. Das Debütalbum erschien 2004 bei Savoy, dem auch der Schlagzeuger Jeff Ballard und der Tenorsaxophonist Mark Turner angehören. Ein weiteres Trio bildete er mit Matija Dedić und Jeff Ballard (From the Beginning, 2010).
Grenadier spielte außerdem u. a. mit Joshua Redman (Album Timeless Tales), den er noch aus seiner Bostoner Zeit kannte, mit Joe Henderson (schon Mitte der 1980er Jahre in San Francisco und auf Europa-Tour in den 1990er Jahren), Larry Goldings (im Trio mit Paul Motian, Awareness 1996), Charles Lloyd (auf dessen Album The Water is Wide 2000), John Scofield (auf weltweiter Tournee 1997 mit Bill Stewart und Seamus Blake), Kurt Rosenwinkel, Steve Cardenas, Torsten de Winkel, Don Braden, Betty Carter, Danilo Pérez, Tom Harrell, Stefano Bollani (Sheik Yer Zappa) sowie Wolfgang Muthspiel. Zu hören ist er auch auf Ethan Iversons Album Every Note Is True (2022), Matt Slocums With Love and Sadness (2022) und Gilad Hekselmans Downhill from Here (2025).
.
Grenadier ist seit 1997 mit der Singer-Songwriterin Rebecca Martin verheiratet, auf deren Soloalben er auch mitwirkte. Das Paar hat einen gemeinsamen Sohn und lebt im Hudson Valley nördlich von New York City.

## Diskographische Hinweise
- The Gleaners (ECM, 2019)